# Henri Le More
Pour les articles homonymes, voir More.
Henri Le More, né le 1er octobre 1941 à Limoges et mort le 23 mars 2025 à La Ferté-Macé, est un sociologue et éditeur français.

## Biographie
Il poursuit des études de commerce (HEC, 1961-1964) mais mène de front des études de sociologie, discipline qui vient alors d'être inscrite au programme de licence à la Sorbonne de Paris. Il est l’élève de Georges Gurvitch et de Raymond Aron. Ce dernier le met en contact avec Pierre Bourdieu, qui est alors son collaborateur au Centre de sociologie européenne.
Henri Le More participe alors à une série d’enquêtes sur le terrain (notamment sur la pratique de la photographie) qui aboutiront à la publication de « L’amour de l’art»[style à revoir]. Il obtient en 1968 une bourse Fulbright qui lui permet d’étudier à l’université du Michigan tout en étant « Teaching Fellow » au département de sociologie. Ce séjour lui permet d’entrer en contact avec l’Institute for Social Research, centre alors renommé de psychologie sociale et de techniques d’analyse.
À son retour des États-Unis, il entre dans des activités privées de conseil, notamment avec Mc Kinsey, tout en poursuivant sa thèse de sociologie sous la direction de Pierre Bourdieu, dans la lignée des travaux de ce dernier sur « Les Héritiers » et la reproduction des élites. Sa thèse « Classes possédantes et classes dirigeantes » est une contribution à l’ouvrage de Pierre Bourdieu « La Noblesse d'État ». Cette thèse donnera lieu à un article dans Sociologie du travail sur « l’invention du cadre commercial » publié dans le cadre d’un « Institute for provocative sociology » dont les activités resteront confidentielles, tant les sujets abordés demeurent tabous à cette époque.
Aussi c'est vers une activité d’éditeur que poursuit Henri Le More à partir des années 1975 : il fonde et dirige une collection destinée aux aventuriers désargentés (les « Guides en Jeans » bientôt repris par Hachette–Guide bleu) puis un peu plus tard  dans les années 1990 se tourne vers l’édition de reprints d’ouvrages d’érudition, en utilisant les technologies nouvelles de numérisation, et d’impression numériques. Il participe ainsi à la création de Phénix Éditions puis de la librairie sur internet Librissimo spécialisée dans les rééditions de textes précieux et rares à destination des chercheurs et des universitaires.
Il est administrateur de l'Association des amis de la Bibliothèque nationale de France.
Henri Le More meurt à La Ferté-Macé le 23 mars 2025 à l'âge de 83 ans.

## Publications
- Guide de Paris en jeans, éditions de Cléry, puis Hachette Guides bleus (traductions en anglais, allemand, italien et espagnol)
- Classes possédantes et classes dirigeantes : essai sur les grandes écoles (thèse de sociologie), 1977
- « L'invention du cadre commercial » in Sociologie du travail, "Nous sommes en marche" (participation), Éditions du Seuil, 1968, repris dans Pierre Vidal-Naquet, Anthologie de textes de mai 68, Éditions du Seuil, 1968